# Rhyacophila lenae
Rhyacophila lenae là một loài Trichoptera trong họ Rhyacophilidae. Chúng phân bố ở miền Cổ bắc.